# Mandubiusok
Mandubiusok, ókori galliai nép, Gallia Lugdunensisben éltek, északkeletre az haeduusoktól, a mai Bourgogne környékén (Jura megyében). Fővárosuk Alesia volt. Julius Caesar tesz említést róluk a „De bello gallico” című munkájában.